# Брезовско шосе (Пловдив)
„Брезовско шосе“ е голяма улица в Пловдив. Намира се в Район Северен. Започва от кръговото кръстовище на булевард „Цар Борис III“ и булевард „Дунав“ при парк „Рибница“ и завършва при Института по зеленчукови култури „Марица“.

## История
Плоската могила, известна като Селищна могила Яса тепе 1, е била с размери при основата над 350 м, повече от 95 дка, и е имала височина 10 м. Тя се намира на трасето на днешната улица Брезовско шосе. Шосето видимо прерязва могилата, стъпвайки върху нея. Почти цялата ѝ площ е застроена с временни и по-трайни постройки.
Улица „Брезовска“ фигурира още в първия план на града, изработен от инж. Йосиф Шнитер в 1892 г. Тя е започвала от северния край на стария мост и е тръгвала на североизток. С построяване на булевард „Москва“ през 1970-те и по-късно булевард „Дунав“ улицата е прекъсната на три части. Първите две части са известни със старото си име „Брезовска“ и имат квартално значение.
Отсечката на улицата на север от булевард „Дунав“ е голяма улица – второстепенна входно-изходна артерия на града. В миналото е била част от Републикански път II-56, но с построяване на околовръстния път маршрутът на републиканския път е сменен.
Има планове за поставяне на осветление на шосето до село Войводиново. Предвижда се изграждане на кръгово кръстовище при пресичване на улицата и новия булевард „Северен“.

## Търговия
На улицата има много търговски обекти. Сред най-известните са „Кауфланд“, стоков базар „Илиянци“ и Търговия „Тракия“. Има и много складове, кръчма, бензиностанция и др.
На улицата се намира и Институтът по зеленчукови култури.

## Автобуси
През улицата минават автобуси 9, 12 и 15.